# Baraguá
Baraguá ist ein Municipio in der kubanischen Provinz Ciego de Ávila. Der Verwaltungssitz befindet sich in der Stadt Gaspar.
Das Municipio hat 32.909 Einwohner auf einer Fläche von 728 km², was einer Bevölkerungsdichte von rund 45 Einwohnern pro Quadratkilometer entspricht.